# 鸡脚参
鸡脚参为唇形科鸡脚参属下的一个种。分布于中国大陆云南东南部、中部、西北部，四川西部、西南部，贵州西南部，生长在海拔1200-2900米的松林下或草坡上。

## 变种
鸡脚参茎叶变种（Orthosiphon wulfenioides var. foliosus），分布于云南中部，贵州西部，四川西部，广西，生长在海拔833-2300米的疏林下或山坡上。

## 用途
原变种和茎叶变种的根部均可以作药用，用来治疗消化不良、蛔虫病、风湿、头晕、虚汗、咳嗽等。

## 扩展阅读
- 維基物種上的相關：鸡脚参